# شهرستان جاسپر (آیووا)
شهرستان جاسپر، آیووا (به انگلیسی: Jasper County, Iowa) یک سکونتگاه مسکونی در ایالات متحده آمریکا است که در آیووا واقع شده‌است.